# Gmina Moravče
Moravče – gmina w Słowenii. W 2002 roku liczyła 4 508 mieszkańców.

## Miejscowości
Miejscowości wchodzące w skład gminy Moravče:

- Dešen
- Dole pod Sveto Trojico
- Dole pri Krašcah
- Drtija
- Dvorje
- Češnjice pri Moravčah
- Gabrje pod Limbarsko Goro
- Gora pri Pečah
- Gorica
- Goričica pri Moravčah
- Hrastnik
- Hrib nad Ribčami
- Imenje
- Katarija
- Krašce
- Križate
- Limbarska Gora
- Moravče – siedziba gminy
- Mošenik
- Negastrn
- Peče
- Ples
- Podgorica pri Pečah
- Podstran
- Pogled
- Pretrž
- Prikrnica
- Rudnik pri Moravčah
- Selce pri Moravčah
- Selo pri Moravčah
- Serjuče
- Soteska pri Moravčah
- Spodnja Dobrava
- Spodnja Javoršica
- Spodnji Prekar
- Spodnji Tuštanj
- Stegne
- Straža pri Moravčah
- Sveti Andrej
- Velika vas
- Vinje pri Moravčah
- Vrhpolje pri Moravčah
- Zalog pri Kresnicah
- Zalog pri Moravčah
- Zgornja Dobrava
- Zgornja Javoršica
- Zgornje Koseze
- Zgornji Prekar
- Zgornji Tuštanj

## Współpraca
Miejscowość partnerska:
- Bièvre, Belgia